# Cathédrale de Lanusei
La cathédrale de Lanusei ou cathédrale Sainte-Marie-Madeleine (en italien : cattedrale di Santa Maria Maddalena) est une église catholique romaine de Lanusei, en Italie. Il s'agit de la cathédrale du diocèse de Lanusei.

### Articles liés
- Lanusei
- Diocèse de Lanusei
- Liste des cathédrales d'Italie